# Vex
Vex [ve] est une commune suisse du canton du Valais, chef-lieu du district d'Hérens. Le village est situé à l'entrée du Val d'Hérens à environ 950 m d'altitude. En plus du village principal, la commune comprend les hameaux des Prasses, d'Ypresse et de l'Argilly ainsi que Les Collons et Thyon 2000 qui sont les installations hivernales pour le ski.

## Géographie
Vex est une des grandes communes du district d'Hérens ; son territoire s'étend de la cote 750, au-dessus de Bramois, jusqu'aux crêtes de Thyon, et de la pointe dite de l'Ethérolla, à 2430 mètres d'altitude. Ses frontières naturelles sont la Borgne à l'est, les crêtes de Thyon à l'ouest et le Mont Carré au nord.
Le territoire de Vex s'étend sur 12,99 km2. Lors du relevé de 2013-2018, les surfaces d'habitations et d'infrastructures représentaient 15,5 % de sa superficie, les surfaces agricoles 28,4 %, les surfaces boisées 49,0 % et les surfaces improductives 7,4 %.
| Sion   | Sion      | Mont-Noble   |
| Nendaz | Vex       | Mont-Noble   |
| Nendaz | Hérémence | Saint-Martin |

## Toponymie
Le nom de la commune est attesté en tant que Ves au XIe siècle, Ves et Ues à la fin du XIIe siècle puis Vex en 1302 et 1329. Ses anciens noms allemands sont Vesch et Fäsch. Vex se prononce /ve/ en français et /ɛ̃ viː/ en francoprovençal.
L'origine du nom n'est pas certaine. Similairement à Bex et Mex, le nom de la commune proviendrait de l'ellipse du nom d'une personne latine, tel que Vasius, signifiant « domaine de Vasius ». Les formes allemandes sont des emprunts datant du Moyen Âge, alors que la consonne finale était encore prononcée localement.

## Histoire

Vue aérienne (1955).

Occupée dès le Néolithique moyen puis au Bronze ancien, et à l'époque romaine, Vex faisait probablement partie du domaine de Bramois, qui aurait été donné en 515 à l'abbaye de Saint-Maurice par Sigismond. Placée vers 1100 sous l'autorité du chapitre de la cathédrale de Sion (jusqu'en 1798), Vex était administré par un mayor.
La paroisse de Vex existe depuis le XIe siècle ; Hérémence s'en détache en 1438, Les Agettes en 1965. L'église Saint-Sylve, située au nord-ouest du village, comprend une nef d'époque romane, dont l'abside a été remplacée en 1498 par un chœur gothique de plan carré. Trouvée trop éloignée, a été délaissée au profit d'une chapelle dédiée aux saints Antoine et Blaise, bâtie dans le village, probablement au XVIe s. Une nouvelle église est bâtie en 1877 par l'architecte Émile Vuilloud, puis elle-même remplacée en 1962 par un édifice dont la construction a été projetées par l'architecte André Perraudin.
Vers 1200, la Tour Tavelli, située sur un promontoire au sud-ouest du village, défendait l'entrée d'un château propriété dès 1351 des Tavelli, ancienne famille noble de Savoie. Cette tour, au plan octogonal très rare, a été restaurée en 1996-1997.
Dès 1476, le bisse de Vex est construit.
En 1815, lors de l'entrée du Valais dans la Confédération suisse, Vex devient le chef-lieu du district d'Hérens.
En 1986 une tentative d'exploitation de la source chaude de Combioula, affluent de la Borgne, n'aboutit pas.
Le 27 novembre 2022, les citoyens de la commune doivent voter sur le principe d'une éventuelle fusion de Vex, et sur leur préférence entre une fusion avec la ville de Sion ou avec les communes du val d'Hérens. Lors du scrutin, les bacounis acceptent le principe d'une fusion à 51,8 % et choisissent l'option du Val d'Hérens à une large majorité de 76 % des voix. Par ce vote, Vex ouvre la porte à une éventuelle fusion hérensarde à moyen-long terme et exclut l'option d'un rattachement à la capitale valaisanne.

## Jumelages
- Oyace (Italie)
- Esperanza (Argentine)

## Population et société

### Gentilé et surnoms
Les habitants de la commune se nomment les Vexards,.
Ils sont surnommés les Bacounis, soit ceux qui aiment le lard et le jambon en patois valaisan, lé Peca-Baco, soit ceux qui mangent du lard, et les Voleurs de Lard.

### Démographie

#### Évolution de la population
La commune compte 1 929 habitants au 31 décembre 2023 pour une densité de population de 148 hab/km2. Sur la période 2010-2023, sa population a augmenté de 21,6 % (canton : 17,0 % ; Suisse : 9,4 %).  

#### Pyramide des âges
En 2023, le taux de personnes de moins de 30 ans s'élève à 29,3 %, au-dessous de la valeur cantonale (31 %). Le taux de personnes de plus de 60 ans est quant à lui de 30,1 %, alors qu'il est de 27,5 % au niveau cantonal.
La même année, la commune compte 975 hommes pour 954 femmes, soit un taux de 50,5 % d'hommes, supérieur à celui du canton (49,9 %).
| Hommes | Classe d’âge | Femmes |
| ------ | ------------ | ------ |
| 0,2    | 90 ans ou +  | 0,7    |
| 9,3    | 75 à 89 ans  | 9,2    |
| 19,7   | 60 à 74 ans  | 21,0   |
| 21,0   | 45 à 59 ans  | 21,9   |
| 18,6   | 30 à 44 ans  | 19,9   |
| 16,0   | 15 à 29 ans  | 12,7   |
| 15,2   | - de 14 ans  | 14,6   |

| Hommes | Classe d’âge | Femmes |
| ------ | ------------ | ------ |
| 0,6    | 90 ans ou +  | 1,3    |
| 8,0    | 75 à 89 ans  | 10,1   |
| 17,1   | 60 à 74 ans  | 17,9   |
| 21,0   | 45 à 59 ans  | 20,7   |
| 21,3   | 30 à 44 ans  | 20,1   |
| 17,3   | 15 à 29 ans  | 16,0   |
| 14,7   | - de 14 ans  | 14,0   |

### Sociétés locales
La commune de Vex possède une riche vie associative locale. Parmi les nombreuses sociétés qui font vivre le village, on peut notamment citer :
- Le FC US Hérens, club de football partagé avec les communes de Mont-Noble, Saint-Martin et Hérémence. Depuis la saison 2022-2023, le club collabore activement avec le FC Evolène au sein du GS Val d'Hérens et évolue en 4ème ligue[13]. Le club possède également une section féminine avec le FC Printse-Nendaz, vainqueur de la coupe valaisanne et évoluant en 2e ligue inter.
- Le chœur mixte La Cécilia, qui anime musicalement le village, notamment lors des fêtes religieuses[14].
- La fanfare l'Écho des Glaciers, fondée en 1914. Évoluant en catégorie Brass band excellence, l'Écho des Glaciers participe régulièrement à des fêtes musicales, comme le Festival des fanfares démocrates-chrétiennes du centre, la fête cantonale des musiques valaisannes (qu'elle a remporté à deux reprises) ou la fête fédérale des musiques. Elle anime également certaines manifestations dans la commune[15]. Jusqu'en 2000, Vex possédait également une autre fanfare, l'Aurore, disparue depuis.
- L'association des jeunes bacounis, société de jeunesse organisant notamment le carnaval[14].
- Hérens basket, club de la vallée, notamment champion suisse de LNB en 2004.
- Le Ski-club de Vex, actif sur la station de Thyon-Les Collons.

## Culture et patrimoine

### Patrimoine bâti

#### Ancienne église Saint Sylve.

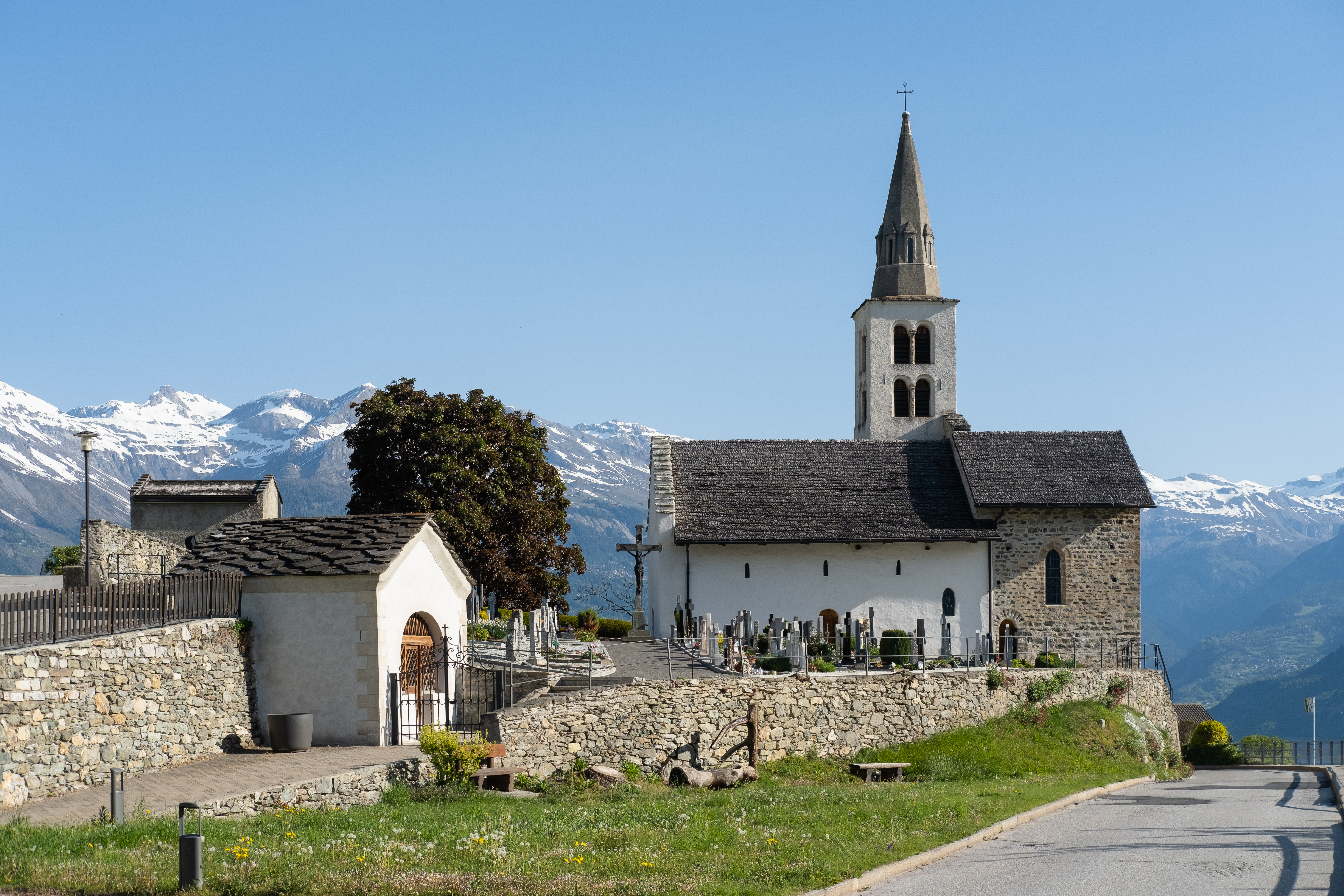
Ancienne Église Saint-Sylve de Vex.

L'ancienne église Saint-Sylve est un des monuments les plus emblématiques de la commune de Vex. Construite aux environs du XIe siècle, elle fut modifiée à de nombreuses reprises dans l'histoire, avant d'être laissée progressivement à l'abandon. Finalement rénovée en 1988, elle est aujourd'hui visible de très loin du fait de sa position, à l'entrée du val d'Hérens. Sa position excentrée du reste du village historique s'explique par le fait que les communes de Vex et des Agettes partageaient la même paroisse jusqu'en 1965, l'église étant donc à équidistance des deux villages. L'église Saint-Sylve a aujourd'hui été remplacée comme lieu de culte principal par la Nouvelle église Saint-Sylve, moderne et au cœur du village, construite en 1962.

#### Tour Tavelli

Tour Tavelli (après réfection).

Située sur le plateau du lieu-dit « Le Château », la Tour Tavelli a été construite au XIIIe siècle. Aujourd'hui, il ne reste plus de l'édifice qu'une tour octogonale (particularité qu'elle ne partage qu'avec la Tour Tornalla d'Oyace, de l'autre côté des alpes dans la vallée d'Aoste). À l'époque, un château avec un donjon existait aussi sur le plateau, en plus de la tour de guet encore existante.

#### Pont de Riva

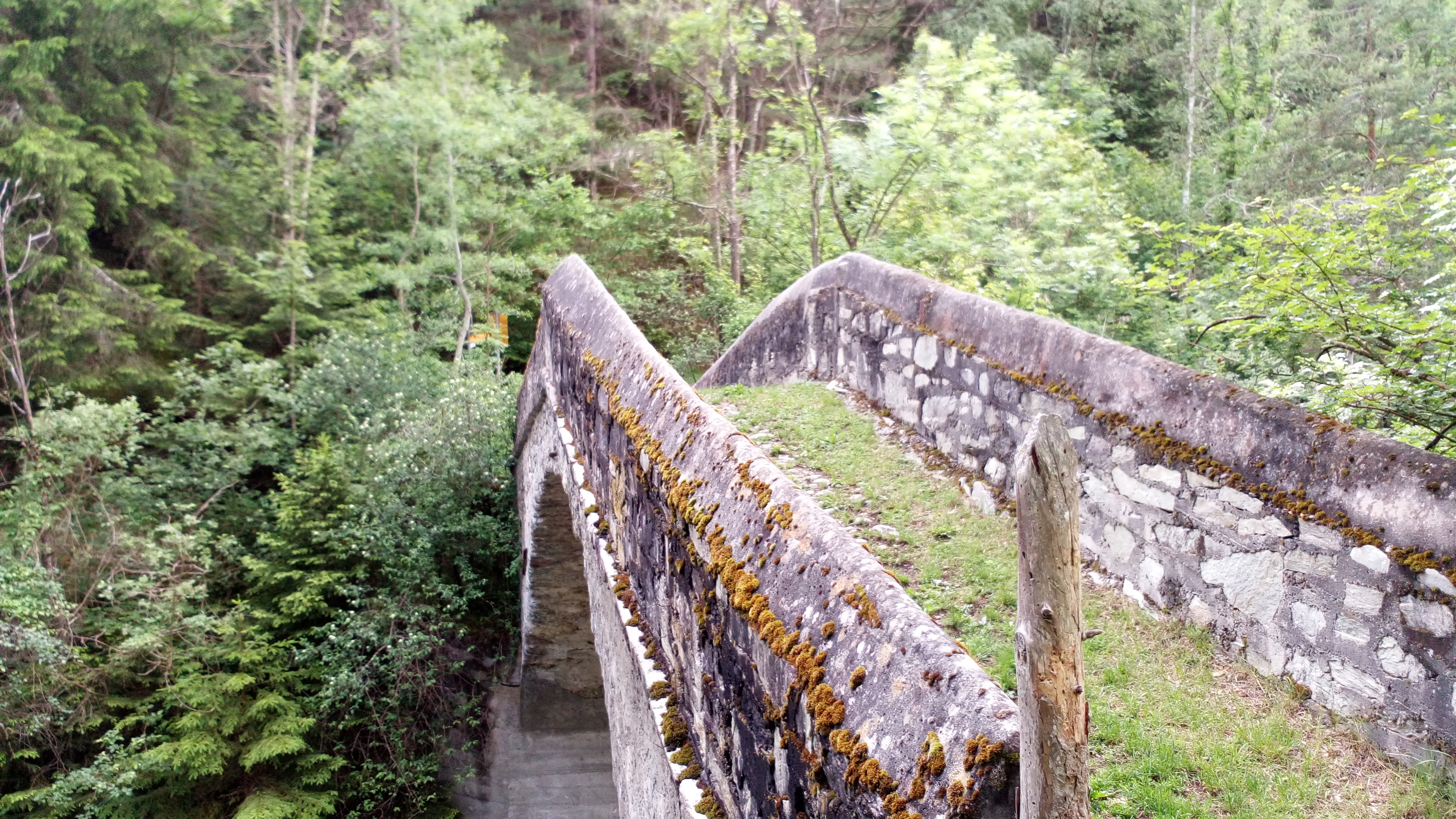
Pont de Riva.

Le pont de Riva a été construit dans les environ des années 1865 et permet d'enjamber la Borgne pour accéder à un petit domaine agricole sur le versant droit de la rivière.

#### Bisses

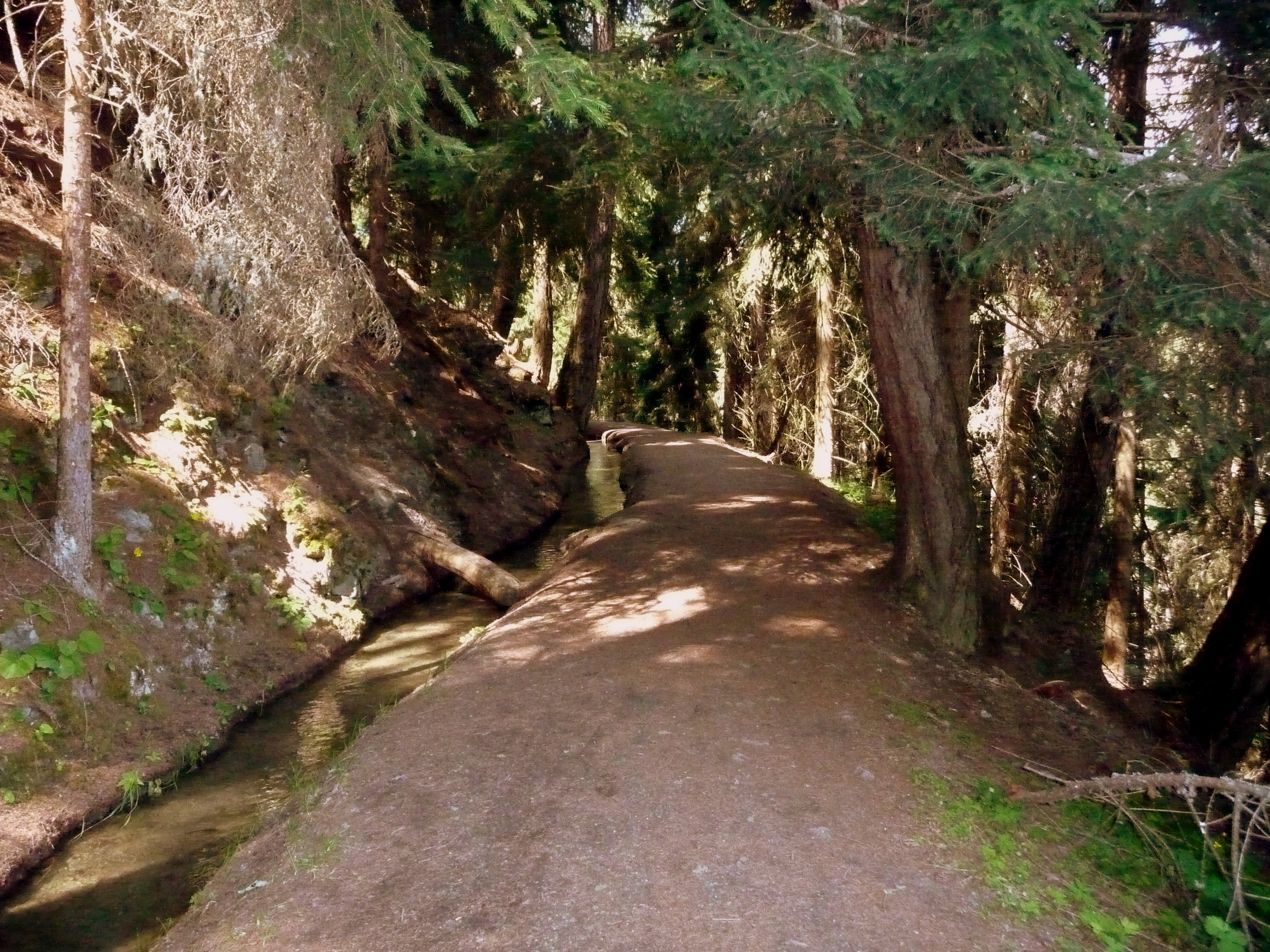
Grand bisse de Vex.

À l'époque, le village de Vex était alimenté en eau par différents bisses, à l'instar de nombreux villages valaisans. Aujourd'hui, seul le Grand bisse de Vex reste partiellement en eau.

### Personnalités liées à la commune
- Joseph Favre (1849-1903), cuisinier.
- Pierrette Micheloud (1915-2007), peintre et poétesse.
- Cyrille Pitteloud (1889-1971), conseiller national puis conseiller d'État valaisan.
- Quentin Maceiras (1995-), footballeur[24].

### Héraldique
| Blason | Blasonnement : « D'azur au V d'argent accompagné de trois étoiles du même, l'une en chef, les deux autres aux flancs, et d'un mont à trois coupeaux de sinople en pointe. » |

Les armoiries de Vex sont attestées lors de la visite de gens de Vex à la bourgeoisie de Sion en 1369 et 1419. Le V symbolise l'initial du nom de la commune ainsi que sa prononciation.

### Patronymes
En 2024, les principaux patronymes portés à Vex étaient les suivants :
1. Rudaz (98 personnes), soit 5,08 % de la population
2. Pitteloud (79 personnes), soit 4,10 % de la population
3. Moix (43 personnes), soit 2,23 % de la population
4. Favre (39 personnes), soit 2,02 % de la population
5. Dayer (38 personnes), soit 1,97 % de la population[27].

### Fonds d'archives
- Fonds : Vex, Commune (1327-1953) [9,53 mètres].  Cote : CH AEV, AC Vex. Sion : Archives de l'État du Valais (présentation en ligne).
- Fonds : Vex, Paroisse [4 mètres].  Cote : CH AEV, AP Vex. Sion : Archives de l'État du Valais (présentation en ligne).